# Magliano Alpi
Magliano Alpi (Majan in piemontese) è un comune italiano di 2 158 abitanti della provincia di Cuneo in Piemonte. È un piccolo centro agricolo situato alle porte di Mondovì
Magliano Alpi è divisa da tre frazioni: Magliano Soprano (dove c'è la stazione ferroviaria), San Giuseppe (dove c'è il centro del paese) e Magliano Sottano. Tutte e tre le frazioni hanno una propria chiesa.

## Geografia fisica
Il comune si articola in due unità territoriali del tutto distinte: una settentrionale, confinante col comune di Mondovì (420 m di altitudine) e ospitante la sede comunale, l'altra meridionale (quasi completamente non antropizzata), a ridosso delle Alpi Liguri, delimitata dai paesi di Ormea, Frabosa Soprana e Frabosa Sottana. Le due frazioni territoriali distano l’una dall’altra circa 50 km.
Tale peculiarità è dovuta al fatto che il paese (che di fatto si trova tutto a settentrione) ha mantenuto la propria giurisdizione anche sui terreni dove nei secoli precedenti la popolazione maglianese aveva ottenuto il diritto di pascolo per il bestiame.
Nel territorio comunale ricadono i laghi Raschera (che dà il nome all'omonimo formaggio e della Brignola, oltre alle vette del Cima Seirasso (2436 m) e del Cima della Brignola (2472 m), oltre che parte delle vette Monte Mondolè fino a lambire la punta del Monte Mongioie

## Origini del nome
Anticamente fu denominata Malianus, Malianum e Meyano. Alcuni esperti fanno derivare l'origine del toponimo dal gentilizio latino Mal(l)lius, primo proprietario dell'area sul quale sorse l'insediamento attuale, altri più prosaicamente, dall'esistenza di un importante maglio a servizio del territorio. Ancora nel XIX secolo, per distinguerlo da altri centri dal nome analogo, veniva citato come Magliano di Mondovì, città cui era da lungo tempo strettamente legato. A seguito della definitiva attribuzione territoriale delle Alpi Seirasso, Raschera e Brignola (con sentenza n. 69 della prima sezione della Corte d'Appello di Torino in data 23/4/1875), prese il nome di Magliano Alpi.

## Storia
Con un decreto del 14 luglio 1698 il duca Vittorio Amedeo II di Savoia sancisce lo smembramento del Distretto di Mondovì e costituisce, l'anno seguente, tredici nuovi comuni, tra i quali Magliano Alpi.
Nel 1992 si sono costruite le scuole elementari e l'asilo, ristrutturate nel 2004 quando si è costruita anche una palestra, proprietà del Comune.

### Simboli
Lo stemma e il gonfalone sono stati concessi con decreto del presidente della Repubblica del 12 ottobre 1985.
Quando nel 1698, per volontà di Vittorio Amedeo II di Savoia, venne costituito il comune di Magliano come entità autonoma, venne adottato come emblema civico lo stemma di Mondovì (una croce bianca in campo rosso, con tre montagne al naturale in punta), con l'aggiunta di una banda di color porpora.
Il gonfalone è un drappo partito di bianco e di rosso.

## Società

### Evoluzione demografica
Abitanti censiti

### Etnie e minoranze straniere
Secondo i dati Istat al 31 dicembre 2017, i cittadini stranieri residenti a Magliano Alpi sono 164, così suddivisi per nazionalità, elencando per le presenze più significative:
1. Marocco, 81
2. Romania, 50

## Cultura

### Tradizioni ed eventi
Verso la metà di ottobre, dalle montagne ritornano i margari insieme al bestiame e vengono accolti nel paese con la Fiera del margaro (Fèra del marghé in piemontese) dove si assaggiano i prodotti tipici del territorio e si festeggia il ritorno delle mandrie (inoltre c'è anche un'esposizione).
Nella prima settimana di luglio c'è il Festival d'estate dove si festeggia l'arrivo dell'estate e la Madonna del Carmine, patrona del paese.

## Infrastrutture e trasporti
Magliano Alpi è servita dalla Stazione di Magliano-Crava-Morozzo, posta lungo la ferrovia Torino-Fossano-Savona e servita da treni regionali svolti da Trenitalia nell'ambito del contratto di servizio stipulato con la Regione Piemonte.
Il paese è posto nelle adiacenze della Strada statale 28 del Colle di Nava; fra il 1884 e il 1939 tale arteria era percorsa dal binario della tranvia Fossano-Mondovì-Villanova che proprio a Magliano aveva una delle proprie stazioni.

## Amministrazione
Di seguito è presentata una tabella relativa alle amministrazioni che si sono succedute in questo comune.
| Periodo        | Periodo        | Primo cittadino  | Partito                        | Carica  | Note   |
| -------------- | -------------- | ---------------- | ------------------------------ | ------- | ------ |
| 25 giugno 1985 | 29 maggio 1990 | Alberto Vinassa  | Partito Liberale Italiano      | Sindaco | [ 10 ] |
| 29 maggio 1990 | 24 aprile 1995 | Alberto Vinassa  | -                              | Sindaco | [ 10 ] |
| 24 aprile 1995 | 14 giugno 1999 | Alberto Vinassa  | -                              | Sindaco | [ 10 ] |
| 14 giugno 1999 | 14 giugno 2004 | Alberto Vinassa  | -                              | Sindaco | [ 10 ] |
| 14 giugno 2004 | 8 giugno 2009  | Edoardo Belgrano | lista civica                   | Sindaco | [ 10 ] |
| 8 giugno 2009  | 26 maggio 2014 | Marco Bailo      | lista civica                   | Sindaco | [ 10 ] |
| 26 maggio 2014 | 27 maggio 2019 | Marco Bailo      | lista civica Migliora Magliano | Sindaco | [ 10 ] |
| 27 maggio 2019 | in carica      | Marco Bailo      | lista civica                   | Sindaco | [ 10 ] |

### Gemellaggi
- Etruria, dal 2008